# 果忙错
31°12′N 89°12′E / 31.200°N 89.200°E
果忙错（藏語：སྒོ་མང་མཚོ，威利转写：sgo mang mtsho，THL：Gomang Tso）位于中国西藏自治区那曲市申扎县境内，地处申扎县东部，湖面海拔4629米，面积97平方公里。湖区年均气温0～2℃，年均降水量300毫米。湖水主要以地表径流补给。